# Broad Oak, Rother
Broad Oak är en by i East Sussex i England. Byn är belägen 42,4 km 
från Lewes. Orten har 876 invånare (2015).